# Nancy Romanová
Nancy Romanová, celým jménem Nancy Grace Roman, (16. května 1925, Nashville – 25. prosince 2018, Germantown) byla americká astronomka, která významně přispěla ke klasifikaci a poznání pohybů hvězd. Stala se první ženou na manažerské pozici v NASA a vytvořila zde program vesmírné astronomie. Pro její klíčovou roli při plánování Hubbleova vesmírného dalekohledu je nazývána „matkou Hubbleova dalekohledu“. Byla také velkou obhájkyní žen ve vědě.
Jako uznání jejího trvalého přínosu astronomii ponese její jméno dalekohled, původně zvaný WFIRST, který by měl být vypuštěn do roku 2027.

## Život

### Mládí a studia
Její otec byl fyzik, matka učitelka hudby. Zájem o astronomii projevila již v 11 letech založením astronomického klubu mezi svými spolužáky. Navštěvovala střední školu v Baltimoru, kde se účastnila zrychleného programu, který ukončila za tři roky. Už tehdy věděla, že svůj život zasvětí astronomii. Studovala na Swarthmore College, kde ji významně ovlivnil předseda astronomického oddělení Peter van de Kamp. Pracovala na dvou nefunkčních studentských dalekohledech, později na observatoři Sproul zpracovávající astronomické fotografické desky. Navštěvovala Van de Kampův přednáškový kurz o astrometrii. Na jeho doporučení po promoci v roce 1946 pokračovala v postgraduálním studiu na Chicagské univerzitě, kde pracovala na projektu pozorovací astronomie. V roce 1949 získala titul Ph.D. s tématem disertační práce Pohybová skupina Velká medvědice.

### Výzkumná kariéra

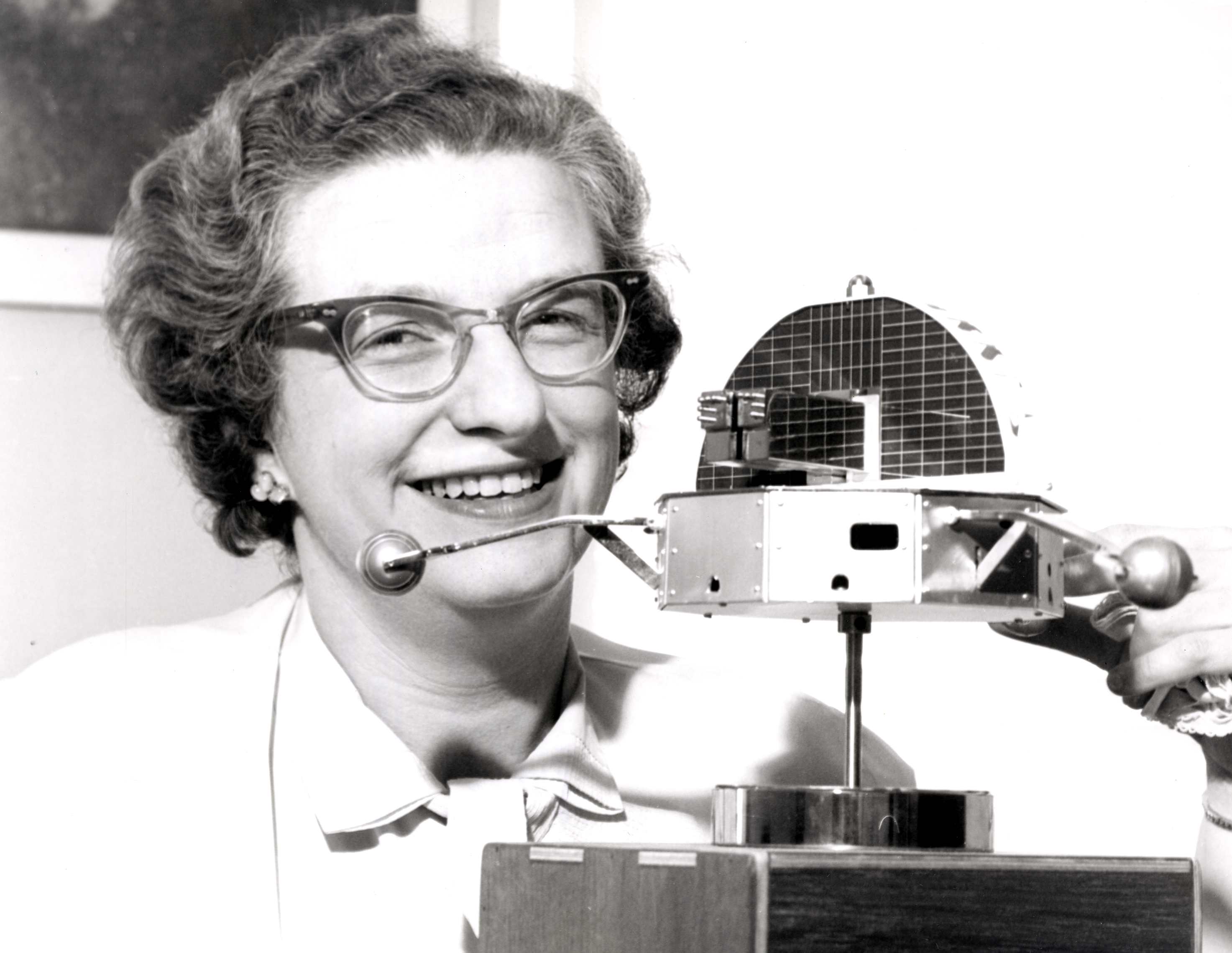
Vědecká pracovnice

Na Chicagské univerzitě zůstala jako výzkumná pracovnice, později instruktorka a odborná asistentka, dalších šest let. Pracovala na různých observatořích, především na Yerkesově observatoři. Na Yerkesu se její výzkum zaměřil na hvězdnou spektroskopii s důrazem na hvězdy typu F a G a hvězdy s vysokou rychlostí. Některé z jejích prací patřily v té době mezi nejcitovanější, tři její práce byly mezi 100 nejlepšími za rok 1950. Byly jí nabídnuty výzkumné pozice na jiných univerzitách, ale odmítla je, protože měla pocit, že nemají dostatečné astronomické vybavení. Nakonec opustila svou práci na univerzitě kvůli nedostatku výzkumných pozic pro ženy.
Nancy Romanová provedla průzkum všech hvězd podobných Slunci viditelných pouhým okem a uvědomila si, že je lze rozdělit do dvou kategorií podle chemického obsahu a pohybu po galaxii. Jedním z jejích objevů bylo, že hvězdy složené z vodíku a helia se pohybují rychleji než hvězdy složené z jiných těžších prvků. Dalším objevem bylo zjištění, že ne všechny podobné hvězdy byly stejně staré, což bylo prokázáno porovnáním vodíkových čar s nízkou disperzí spektra ve hvězdách. Všimla si, že hvězdy se silnějšími liniemi se pohybovaly blíže ke středu Mléčné dráhy a ostatní se pohybovaly na více eliptických drahách mimo rovinu galaxie. Tato základní pozorování struktury galaxie poskytla první vodítko k poznávání vzniku galaxie. Její práce byla časopisem Astrophysical Journal vybrána jako jedna ze sta nejdůležitějších prací za 100 let.
Jednou z jejích prvních publikací byl katalog hvězd s vysokou rychlostí z roku 1955, publikovaný v Astrophysical Journal Supplement Series . Zdokumentovala nové spektrální typy, fotoelektrické magnitudy a barvy a spektroskopické paralaxy pro asi 600 vysokorychlostních hvězd. Její metoda „přebytku UV záření“ se stala široce používanou astronomy k výběru hvězd s těžšími prvky s použitím pouze barev hvězd, aniž by museli brát spektra. V roce 1959 Romanová napsala článek o detekci exoplanet.
V roce 1954 přijala místo v Námořní výzkumné laboratoři (Naval Research Laboratory) a vstoupila do programu radioastronomie. Strávila zde tři roky. Její práce zahrnovala radioastronomii, geodézii a dokonce i šíření zvuku pod vodou. Stala se vedoucí sekce mikrovlnné spektroskopie. V té době laboratoř poskytovala astronomické konzultace pro družicový program Project Vanguard a díky tomu se Romanová dostala k vesmírné astronomii.
Její radioastronomická práce zahrnovala mapování velké části galaxie Mléčné dráhy na frekvenci 440 MHz, určující spektrální zlom v netermální radiové emisi. Byla také průkopnicí využití radioastronomie v geodetických pracích, včetně radarového určování vzdálenosti, aby se zlepšil náš výpočet vzdálenosti k Měsíci. Prezentovala to na geodetické konferenci v roce 1959 jako nejlepší způsob, jak určit hmotnost Země.
V roce 1956 dostala Romanová pozvání promluvit o své práci v Sovětském svazu, na Bjurakanské observatoři v Arménii. Protože byla prvním civilistou, který zemi navštívil od začátku studené války, byla zvána, aby vyprávěla o své cestě. Následovala série přednášek o astronomii. Vše posílilo její reputaci ve Spojených státech i v mezinárodním měřítku.

### Práce v NASA
V roce 1959 se dozvěděla, že v NASA hledají někoho, kdo by chtěl vytvářet program pro vesmírnou astronomii, podala si přihlášku a byla přijata. I když tato pozice měla umožňovat využití 20% času pro vědecký výzkum, uznala, že to pro ni v podstatě znamená, že se vzdává výzkumu, ale neodolala možnosti budovat od nuly program, který ovlivní astronomii na příštích 50 let (jak řekla v roce 2018). Nastoupila jako vedoucí observační astronomie, v roce 1960 se stala prvním ředitelem sekce astronomie v Úřadu pro vesmírné vědy NASA. Byla také první ženou, která zastávala výkonnou pozici ve vesmírné agentuře. Její vize formovaly americkou vesmírnou astronomii po celá desetiletí.

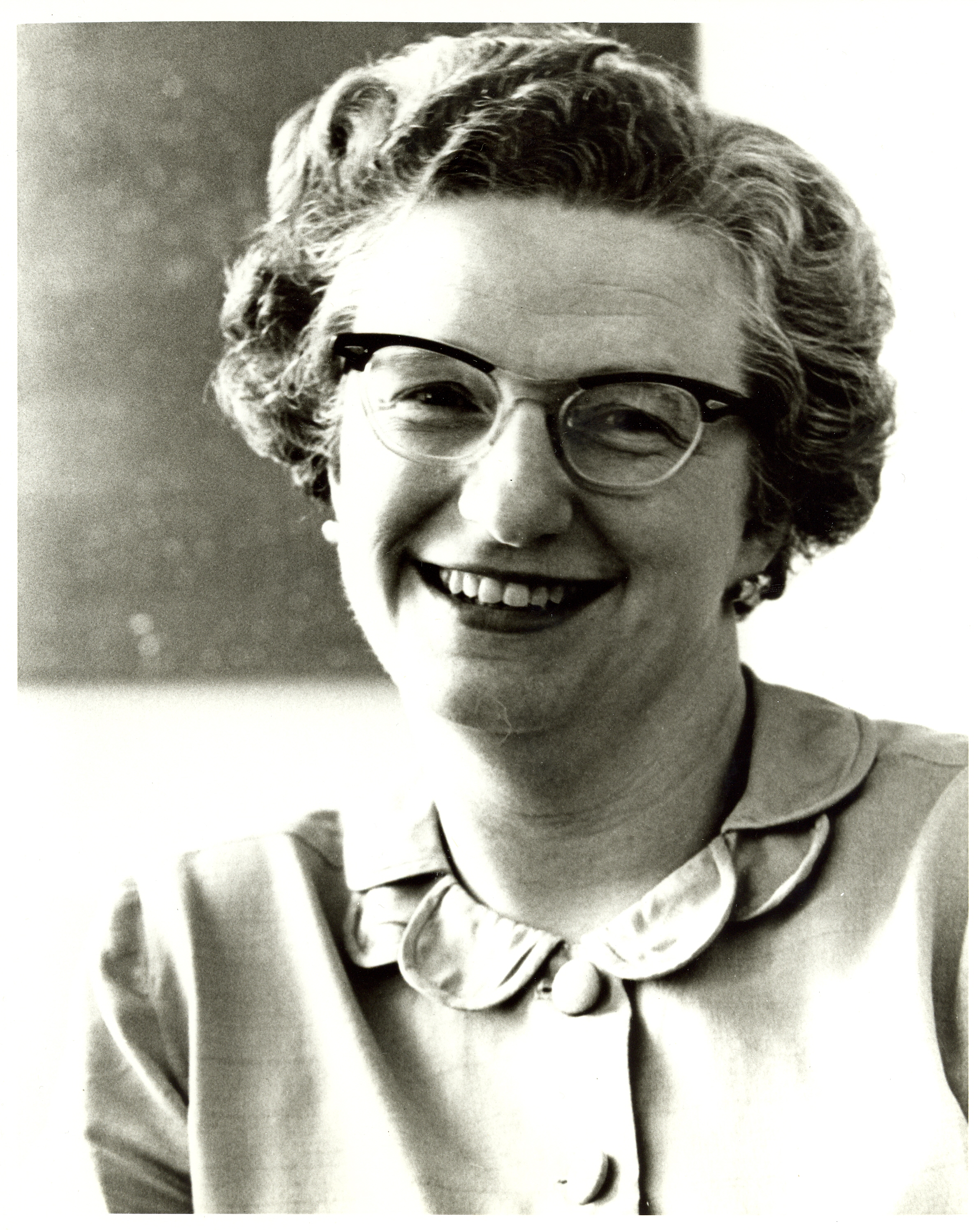
V roce 1964

Během svého zaměstnání v NASA Romanová vypracovala a připravila rozpočty na různé programy a organizovala jejich vědeckou účast. Do 70. let, než byl zaveden systém vzájemného hodnocení vědeckou komunitou peer review, byla jedinou osobou, která přijímala nebo odmítala návrhy na astronomické projekty NASA. Pro svůj tvrdý a realistický způsob schvalování nebo popírání výzkumných projektů se ale znelíbila mnohým v astronomické komunitě. Součástí její práce bylo cestování po celé zemi a přednášky na katedrách astronomie. Snažila se přesvědčit astronomy o výhodách pozorování z vesmíru. Stanovila politiku, aby velké astronomické projekty byly řízeny NASA pro dobro širší vědecké komunity. NASA měla fungovat jako koordinační agentura, která astronomům umožní získat základní pozorování, která potřebují, z vesmíru.
Vesmírný program zahrnoval orbitální sluneční observatoře, geodézii i teorii relativity. Romanová zastávala v NASA různé funkce, např. vedoucí astronomie a sluneční fyziky (1961-1963) nebo šéfa astronomie a relativity. Se jménem Nancy Romanové je spojena řada programů NASA. Dohlížela na vývoj programu OSO (Orbiting Solar Observatory) zaměřeného na umísťování vesmírných dalekohledů na oběžné dráze za účelem pozorování Slunce. Řídila program OAO (Orbiting Astronomical Observatories), v jehož rámci bylo v letech 1966–1972 na oběžnou dráhu vypuštěno několik satelitů s dalekohledy ke zkoumání ultrafialového, rentgenového a gama záření (ultrafialový dalekohled OAO-3, pojmenovaný Copernicus, fungoval v letech 1972-1981). Dohlížela také na vývoj dalších malých astronomických a geodetických družic, založila vědecký program balónového létání NASA (navazující na jiné balónové projekty) a vedla vývoj programu letecké astronomie.
Posledním programem, na kterém se Romanová výrazně podílela, byl Hubbleův vesmírný dalekohled, tehdy označovaný jako Velký vesmírný dalekohled (LST). Dříve se zaměřovala na vývoj menších dalekohledů OAO, za účelem předvedení nezbytných technologií. Po úspěchu OAO-2 se vrhla na propagaci velkého dalekohledu ve veřejných přednáškách. Bylo hlavně její zásluhou, že astronomové přesvědčili Kongres, aby projekt financoval. V roce 1971 zřídila Romanová vědeckou řídící skupinu a vybrala inženýry NASA a astronomy z celé země, aby navrhli volně plovoucí vesmírnou observatoř, která by vyhovovala potřebám komunity a zároveň byla pro NASA proveditelná. Investovala také do technologie detektorů, což vedlo k tomu, že Hubble byl první velkou observatoří, která používala detektory Charge-Coupled Device.
Kvůli své významné roli v programu je často nazývána „Matkou Hubbleova dalekohledu“. Sama však byla nejvíce hrdá na vypuštění družice pro výzkum hvězd v ultrafialovém světle – International Ultraviolet Explorer, která byla nejdéle sloužící družicí (1978–1996) a umožnila astronomům provést více než 104 tisíc pozorování různých objektů.

### Po opuštění NASA
Pro NASA pracovala Romanová 21 let. V roce 1979 využila možnosti předčasného odchodu do důchodu, aby mohla pečovat o svou matku, ale ještě rok pokračovala jako konzultantka. Zajímala se o počítačové programování a po absolvování kurzu Fortranu získala zaměstnání jako konzultantka pro společnost ORI. V této roli působila v letech 1980-1988. Umožnilo jí to podporovat výzkum v geodézii a vývoj astronomických katalogů, což byly oblasti, jimiž se zabývala již dříve. V roce 1995 se stala vedoucí Astronomického datového centra v Goddardově vesmírném letovém centru NASA. Po roce 1997 Romanová tři roky vyučovala astronomii studenty středních škol a učitele přírodních věd, následujících 10 let se věnovala nahrávání astronomických učebnic pro nevidomé a dyslektiky. I ve vysokém věku byla stále činná na nejrůznějších astronomických fórech.
Od roku 1955 žila Nancy Romanová v oblasti Washingtonu, v pozdějších letech v Chevy Chase v Marylandu. Zemřela po dlouhé nemoci ve věku 93 let.

### Nancy Romanová a ženy ve vědě
Jako většina žen ve vědě v polovině dvacátého století se i Romanová potýkala s problémy souvisejícími s mužskou nadvládou ve vědě a technice. Svého času byla jednou z mála žen v NASA a byla jedinou ženou ve výkonné pozici. V roce 1963, kdy byl vstup mezi astronauty omezen na muže, prohlásila, že věří, že časem budou i ženy astronautkami, stejně jako jsou ženy pilotkami letadel (později přiznala, že lituje, že ze své pozice tuto změnu neovlivnila).
Byla také aktivní v Americké asociaci univerzitních žen (American Association of University Women). Snažila se dodávat odvahu dívkám, aby se nebály věnovat astronomii. V jednom rozhovoru řekla přibližně toto: „Tím, že dívkám ukazuji svůj život, říkám jim, že mohou být vědci a uspět." Získala ocenění od několika ženských organizací (např. Women's Education and Industrial Union, Women in Aerospace, Women's History Museum, American Association of University Women).

## Výběr z publikační činnosti
Za svůj život publikovala Nancy Romanová 97 vědeckých článků.
Některé z nejcitovanějších:
- ROMAN, Nancy. The Classification of the Metallic-Line Stars. The Astrophysical periodikum. Roč. 107 (1948). doi:10.1086/144995.

- ROMAN, Nancy. The Ursa Major Group. Astrophysical periodikum. Roč. 110 (1949), s. 205. doi:10.1086/145199.

- ROMAN, Nancy Grace; MORGAN, William. The Moving Cluster in Perseus. Astrophysical periodikum. Roč. 111 (1950), s. 426. doi:10.1086/145276.
- ROMAN, Nancy. A Correlation Between the Spectroscopic and Dynamical Characteristics of the Late F - and Early G - Type Stars. Astrophysical periodikum. November 1950, roč. 112, s. 554. doi:10.1086/145367.

- MORGAN, William; ROMAN, Nancy. Revised Standards for Supergiants on the System of the Yerkes Spectral Atlas.. Astrophysical periodikum. November 1950, roč. 112. doi:10.1086/145351.
- ROMAN, Nancy. A Study of the Concentration of Early-Type Stars in Cygnus. Astrophysical periodikum. Roč. 114 (1951), s. 492. doi:10.1086/145492.
- ROMAN, Nancy. The Spectra of the Bright Stars of Types F5-K5. Astrophysical periodikum. July 1952, roč. 116, s. 122. doi:10.1086/145598.
- ROMAN, Nancy. The Spectrum Of BD+67°922* (AG Draconis). Astrophysical periodikum. July 1953, roč. 117, s. 467. doi:10.1086/145717.
- ROMAN, Nancy. A group of high velocity F-type stars. Astronomical periodikum. Roč. 59 (1954). doi:10.1086/107017.
- ROMAN, Nancy. A Catalogue of High-Velocity Stars. Astrophysical periodikum Supplement. December 1955, roč. 2 (1955), s. 195. doi:10.1086/190021.

- ROMAN, Nancy. Spectral Types of Some Eclipsing Binaries. Astrophysical periodikum. Roč. 123 (1956), s. 246. doi:10.1086/146155.

- ROMAN, Nancy. Planets of other suns. Astronomical periodikum. October 1959, roč. 64 (1959). doi:10.1086/108038.*

## Ocenění
Nancy Romanová obdržela čestné doktoráty od několika amerických univerzit: Russell Sage College (1966), Hood College (1969), Bates College (1971) a Swarthmore College (1976). Na její počest je pojmenován asteroid - 2516 Roman, její jméno nese stipendijní program NASA pro astrofyziku a v roce 2020 byl připravovaný vesmírný dalekohled WFirst (Wide Field Infrared Survey Telescope) přejmenován na Vesmírný dalekohled Nancy Romanové.
Některá z dalších ocenění:
- Federal Woman's Award – 1962
- Zařazení mezi 100 nejdůležitějších mladých lidí dle časopisu Life – 1962
- Medaile za výjimečný vědecký úspěch NASA – 1969
- Cena NASA za vynikající vědecké vedení – 1978
- Členství v Americké astronautická společnosti – 1978
- Cena Williama Randolpha Lovelace II (Americká astronautická asociace) – 1979 a 2011
- Členství v Americké asociaci pro pokrok ve vědě – 1988
- Cena za celoživotní dílo (Women in Aerospace) – 2010

V roce 2017 vyrobila firma LEGO v rámci vesmírné stavebnice sadu figurek "Women of NASA" a jedna z figurek dostala její podobu a jméno (dalšími jsou Margaret Hamiltonová, Mae Jemisonová a Sally Ride).